# かごしま農業王国
『新鮮!発見!かごしま農業王国』（しんせん はっけん かごしまのうぎょうおうこく）は、2014年3月29日まで鹿児島放送で放送されていた教養番組。2008年4月5日以降の放送時間は毎週土曜 9:30 - 9:45。
JAグループ鹿児島（県中央会・連合会および県内の農業協同組合から成る）による一社提供番組で、鹿児島県の特産品となっている野菜・果物・畜産物と、それらの栽培農家・畜産農家を紹介していた番組で、特産品を使った料理のレシピも紹介していた。2014年4月5日からは同時間帯に後継番組『MOGU MOGU ふぁーむ -幸せうまかごはん-』が放送されている。

## 担当者

### 番組終了時の担当者
- 武田みどり - リポーター。
- 柿野賢治 - ナレーター。隔週で担当。
- 塚越礼奈 - ナレーター。隔週で担当。

### 途中降板した担当者
- 淵脇正恵
- 柿元美保